# (2665) Schrutka
(2665) Schrutka (1938 DW1) – planetoida z pasa głównego asteroid okrążająca Słońce w ciągu 3,37 lat w średniej odległości 2,25 j.a. Odkryta 24 lutego 1938 roku.